# Pielenhofen

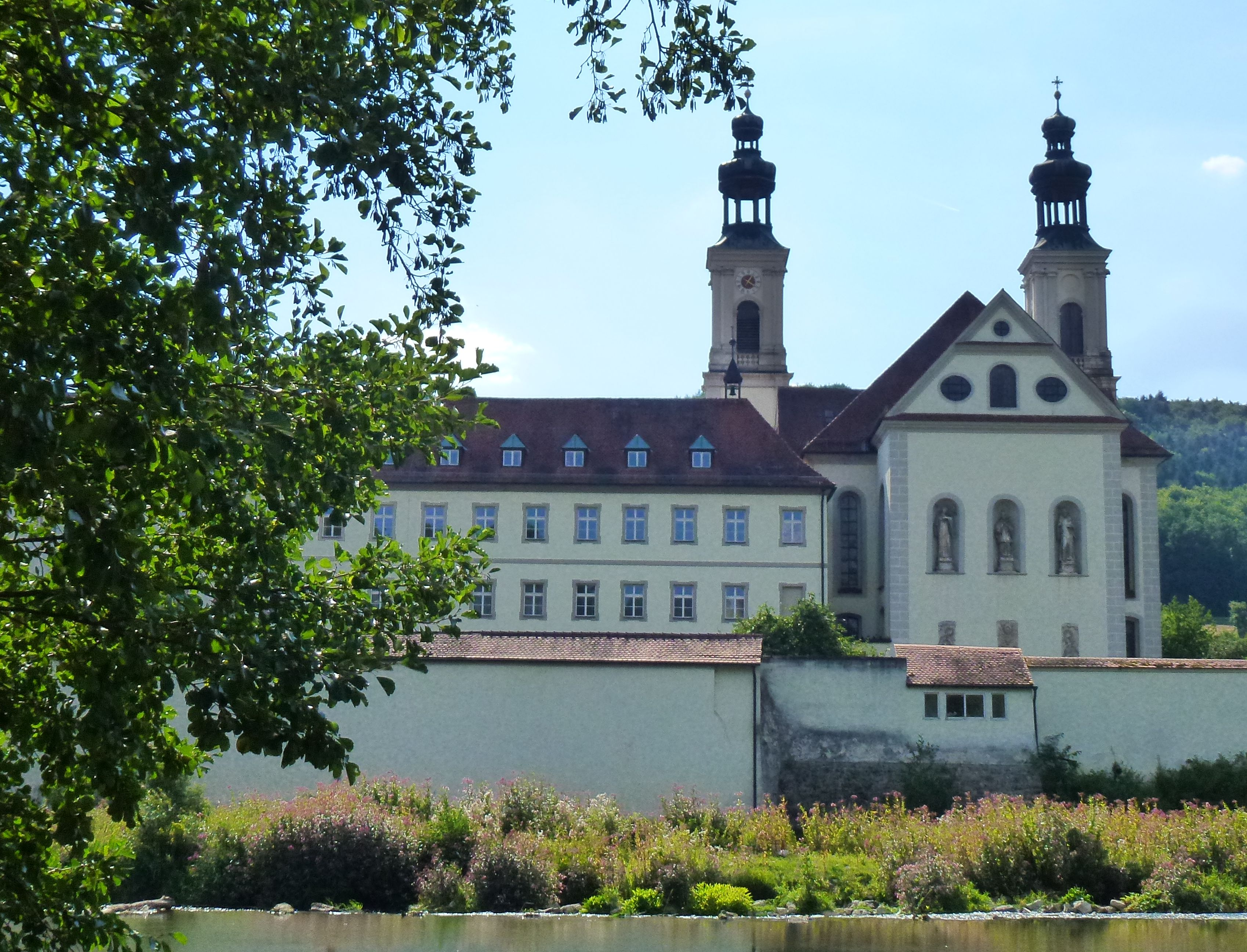
Widok na klasztor w Pielenhofen

Pielenhofen – miejscowość i gmina w Niemczech, w kraju związkowym Bawaria, w rejencji Górny Palatynat, w regionie Ratyzbona, w powiecie Ratyzbona, wchodzi w skład wspólnoty administracyjnej Pielenhofen-Wolfsegg. Leży około 12 km na zachód od Ratyzbony, nad rzeką Naab.

## Dzielnice
W skład gminy wchodzą następujące dzielnice: Pielenhofen, Pielenhofer, Aignhof, Berghof, Freiung, Dettenhofen, Distelhausen, Reinhardsleiten, Reinhardshofen, Rohrdorf, Winterort i Zieglhof.

## Demografia
| Rok  | Liczba mieszk. |
| ---- | -------------- |
| 1970 | 1 051          |
| 1987 | 1 060          |
| 2000 | 1 145          |

## Zabytki i atrakcje
- Klasztor Pielenhofen

## Oświata
(na 1999)

W gminie znajduje się 50 miejsc przedszkolnych (48 dzieci) oraz szkoła podstawowa (2 nauczycieli, 52 uczniów).